# Vstup/výstup
Vstup/výstup (V/V, anglicky input/output, I/O) je ve výpočetní technice přenos dat mezi periferním zařízením nebo vnější pamětí a počítačem. Směr je pojmenován z hlediska počítače, takže vstup je přenos dat z vnějšího zařízení do počítače, výstup je přenos dat z počítače do vnějšího zařízení.
Zkratka V/V nebo I/O se často používá jako přívlastek ve spojeních V/V zařízení (vstupně-výstupní zařízení), V/V operace (vstupně-výstupní operace), V/V port (vstupně-výstupní port).
Vstupně-výstupní port je nízkoúrovňový prostředek pro vstup nebo výstup. Jedná se o adresu, ke které je přiřazen hardwarový registr vstupně-výstupního rozhraní nebo přímo vnějšího zařízení. Adresa buď může patřit do adresního prostoru paměti, pak mluvíme o paměťově mapovaných portech, nebo do odděleného adresního prostoru, pak se jedná o izolované porty.
Periferní zařízení lze rozdělit na vstupní, výstupní a vstupně-výstupní:
- vstupní zařízení je hardwarová komponenta, která umožňuje vstup dat do počítače (např. počítačová myš, klávesnice);
- výstupní zařízení umožňuje výstup dat z počítače (např. grafická karta),
- vstupně-výstupní zařízení umožňují jak vstup tak výstup, obvykle to jsou vnější paměti (např. diskové jednotky) nebo komunikační adaptéry (např. síťové karty).

## Technická realizace
Periferní zařízení se připojuje k hardwarovému rozhraní, jehož součástí bývá zpravidla několik hardwarových registrů (přičemž rozhraní pro vstupní zařízení zpravidla obsahuje i výstupní hardwarové registry pro časování, synchronizaci, apod.; a obdobně výstupní zařízení obsahuje i vstupní hardwarové registry, například pro signalizaci připravenosti). Procesor komunikuje se vstupně/výstupními zařízeními prostřednictvím hardwarových registrů dostupných pomocí sběrnice. Registry mohou mít velikost jeden bajt, ale mohou být i podstatně větší. Registr může sloužit i jako vyrovnávací paměť (hardwarová cache, v angličtině nazývaná latch), protože v sobě udrží data do doby, než jsou přenesena do procesoru nebo operační paměti počítače, případně naopak zpracována samotným zařízením.
Hardwarové registry můžeme rozdělit na:
- izolované registry
  - jsou přístupné pomocí speciálních strojových instrukcí (zpravidla IN a OUT)
  - adresní prostory paměti a vstupně/výstupních zařízení jsou oddělené
- paměťově mapované registry[2]
  - jsou adresovány jako paměť
  - jsou přístupné pomocí běžných strojových instrukcí pro čtení a zápis do paměti

U zařízení, která pracují vysokou rychlostí (v polovině 20. století stovky, v současnosti i miliardy bytů za sekundu) jako jsou diskové jednotky, síťové a grafické adaptéry, se používají i jiné nízkoúrovňové prostředky pro přenos dat, než jsou hardwarové registry – sdílená paměť (v případě zobrazovacích jednotek nazývaná obvykle framebuffer), přímý přístup do paměti nebo vstupně/výstupní (kanálové) procesory. Pro zajištění rychlé reakce se zpravidla používá mechanismus přerušení.

## Softwarová podpora
Výrobce nebo dodavatel periferních zařízení obvykle k zařízení poskytuje ovladače zařízení, což jsou softwarové komponenty, které se začleňují do operačního systému a zpřístupňují zařízení pro operační systém a spuštěné programy (procesy). Svoje ovladače mají také hardwarová rozhraní. Pomocí ovladačů jsou obvykle implementovány i komunikační protokoly pro počítačové sítě. Složitější protokoly mohou být implementovány pomocí systémových procesů.
Operační systém předává data ze vstupních zařízení procesu (běžícímu programu), jemuž jsou určena, a naopak zajišťuje přenos výstupních dat procesu na výstupní zařízení, případně předává data mezi procesy.